# Telescop extrem de mare
Un telescop extrem de mare (în engleză extremely large telescope, prescurtat ELT) este un observator astronomic dotat cu un telescop care are o apertură a oglinzii sale primare cu dimensiuni transversale între 20 și 100 de metri. Categoria se referă la telescoape optice reflectoare pentru lungimi de undă situate în spectrul ultraviolet, cel vizibil sau cel infraroșu apropiat. Printre funcționalitățile proiectate, această categorie de telescoape terestre este destinată creșterii șanselor de a descoperi planete de tip terestru în sistemele planetare ale altor stele.